# 1990 في الأوروغواي
فيما يلي قوائم الأحداث التي وقعت خلال عام 1990 في الأوروغواي.

## سياسة

### تعيين في المنصب
- 1 مارس – لويس ألبيرتو لاكايه رئيس الأوروغواي.

### انتهاء فترة المنصب
- 1 مارس – خوليو ماريا سانغوينيتي رئيس الأوروغواي.

## رياضة
- 1 يناير – أوروغواي في كأس العالم 1990

## مواليد

### يناير
- 8 يناير – دييغو رايولفو لاعب كرة قدم أوروغواياني.

### فبراير
- 5 فبراير – نيكولا بيريز لاعب كرة قدم أوروغواياني.
- 17 فبراير – رودريغو سانتياغو لاعب كرة قدم أوروغواياني.
- 28 فبراير – بابلو أكوستا لاعب كرة قدم أوروغواياني.

### مارس
- 4 مارس – رودريغو باستوريني لاعب كرة قدم أوروغواياني.
- 15 مارس – ماوريسيو بيرييرا لاعب كرة قدم أوروغواياني.
- 19 مارس – جوناتان أوريتافيسكايا لاعب كرة قدم أوروغواياني.
- 24 مارس – لياندرو دياز لاعب كرة قدم أوروغواياني.

### أبريل
- 7 أبريل – كارلوس رودريغيز رودريغيز لاعب كرة قدم أوروغواياني.
- 21 أبريل – ماكسيميليانو كالزادا لاعب كرة قدم أوروغواياني.

### مايو
- 26 مايو – فيليبي رودريغيز لاعب كرة قدم أوروغواياني.

### يونيو
- 4 يونيو – كاميلا كولومبو

### يوليو
- 4 يوليو – أدولفو ليما لاعب كرة قدم أوروغواياني.
- 31 يوليو – إغناثيو فلوريس لاعب كرة قدم أوروغواياني.

### أغسطس
- 2 أغسطس – سباستيان ديانا لاعب كرة قدم أوروغواياني.
- 8 أغسطس – أبل هرناندز لاعب كرة قدم أوروغواياني.
- 24 أغسطس – فرانكو تورناسكيولي لاعب كرة قدم أوروغواياني.

### سبتمبر
- 2 سبتمبر – كريستيان بالاسيوس لاعب كرة قدم أوروغواياني.
- 14 سبتمبر – سانتياغو غارسيا لاعب كرة قدم أوروغواياني.
- 16 سبتمبر – جان بارينتوس لاعب كرة قدم أوروغواياني.
- 29 سبتمبر – اينزو مارتينيز لاعب كرة قدم أوروغواياني.

### أكتوبر
- 2 أكتوبر – رافاييل اكوستا لاعب كرة قدم أوروغواياني.
- 7 أكتوبر – سباستيان كواتيس لاعب كرة قدم أوروغواياني.
- 13 أكتوبر – ليوناردو نوفو لاعب كرة قدم أوروغواياني.

### نوفمبر
- 14 نوفمبر – إديسون غوميز لاعب كرة قدم أوروغواياني.

### ديسمبر
- 2 ديسمبر – جاستون راميريز لاعب كرة قدم أوروغواياني.
- 18 ديسمبر – جوناثان راميريز لاعب كرة قدم أوروغواياني.